# Моро д'Оро
Моро д'Оро (итал. Morro d'Oro) је насеље у Италији у округу Терамо, региону Абруцо.
Према процени из 2011. у насељу је живело 335 становника. Насеље се налази на надморској висини од 208 м.

## Становништво
Према резултатима пописа становништва 2011. у општини је живело 3.628 становника.
| 1931. | 1936. | 1951. | 1961. | 1971. | 1981. | 1991. | 2001. | 2011. |
| ----- | ----- | ----- | ----- | ----- | ----- | ----- | ----- | ----- |
| 3.164 | 3.338 | 3.566 | 3.109 | 2.851 | 2.758 | 3.015 | 3.317 | 3.628 |